# 武藤龍生
武藤 龍生（むとう たつお、1991年3月26日 - ）は、埼玉県出身の競輪選手。日本競輪学校第98期生。日本競輪選手会埼玉支部所属。

## 来歴
・師匠は父で元競輪選手の武藤嘉伸（埼玉・59期）、叔父は現役競輪選手の武藤篤弘。
・父に憧れ、物心がついた頃から競輪選手に憧れを抱く。小学5年生から中学3年生まではサッカー部に所属するも、高校は父親の母校でもある前橋育英高校に進学。自転車競技を始める。。
・2010年7月20日、青森競輪場でデビュー。翌日の7月21日に初勝利を飾る。
・2010年12月1日、四日市競輪場で初優勝を飾る。
・2014年7月、S級2班に昇格。7月15日、岐阜競輪場でS級初勝利を飾る。
・2018年1月、S級1班に昇格。
・2018年7月に開催されたG2サマーナイトフェスティバルで特別競輪初出場（3日からの補充出場、結果は8着）。
・2019年5月10日、静岡競輪場でS級初優勝を飾る。
・2019年11月、小倉競輪場で開催された競輪祭でG1初出場。初日にG1初勝利を飾る。
・2021年5月、京王閣競輪場で開催された日本選手権競輪でG1決勝初進出（結果は5着）。
・2024年4月21日、西武園競輪場で開催されたG3「ゴールド・ウイング賞」2日目に200勝目を飾る。

## 人物・エピソード
・趣味はゲーム。宿口陽一、平原康多、安部達也らとオンラインで、PS5の「Dead by Daylight」をプレイする。息子とはSwitchで「にゃんこ大戦争」を楽しんでいる。2025年1月の段階ではポケポケ（Pokémon Trading Card Game Pocket）をプレイ中。
・B'zのファンでレース開催期間中は、B'zの曲しか聞いていない。アップ中やレース前の準備の際に聴くのは「LOVE PHANTOM」。
・得意バンクはホームバンク以外では、初優勝を飾った四日市競輪場。苦手な競輪場は岸和田競輪場。
・仲の良い同期は、養成所時代に同部屋だった新山将史と等々力久就。
・愛車はアルファード。